# Роговицьке князівство
Роговицьке князівство — невеличке удільне князівство 15-17 ст. у Великому князівстві Литовському (від 1569 — Речі Посполитій). Являло володіння на Волині з центром у замку Роговичі. Перебувало у власності гілки роду Ружинських.

## Історія
У 1480-х роках Михайло Іванович, князь Ружинський отримав від короля привілей на Роговицький уділ. З огляду його невеличкий розмір фактично став невід'ємною частиною Ружинського князівства. З самого початку Роговицьке князівство не мало автономних прав як Ружинське. Після смерті князя Михайла Івановича Роговицьке князівство перебувало у спільному володінні його синів Іван, Василя та Федора, які вже значилися як князі ружинські та Роговицькі.
З огляду на незначні володіння та статки власники князівства фактично перейшли на службу великих магнатів та королів Речі Посполитої. Водночас 1570-х роках зазнало жорстоких нападів кримських татар. Це спонукало князів налагодити стосунки з запорозькими козаками (5 представників роду Ружинських були гетьманами козаків). В подальшому Роговицьке князівство фактично злилося з Ружинським, згадується лише в титулатурі.
Намагання здобути статки для розширення своїх володінь спонукали власників Ружинського уділу до участі в походах Лжедмитрія I і Лжедмитрія II. У 1610 році після смерті останнього представника Ружинських — князя Романа — Роговицьке князівство юридично припинило існування. Було розділено між Свірзькими, Костюшковичами, Набеляками.